# Centre for Economic Policy Research
Das Centre for Economic Policy Research (Zentrum für wirtschaftspolitische Forschung - CEPR) in London, Großbritannien, ist ein nichtstaatliches, unabhängiges Forschungsinstitut, das sich der Politikberatung und Wirtschaftsforschung verschrieben hat. Es wurde 1983 durch Richard Portes, Professor für Wirtschaftswissenschaften an der London Business School, gegründet.
Das CEPR koordiniert die Aktivitäten eines internationalen Netzwerks von über 550 Research Fellows, Affiliates und Associates. Die Veröffentlichungen des Instituts umfassen eine große Bandbreite an Tagungen, Analysen, Schlussfolgerungen und Empfehlungen. Es gibt keine zentral vorgegebenen inhaltlichen Festlegungen.
Das CEPR hat keine Verbindung zum US-amerikanischen Center for Economic and Policy Research, das die gleiche Abkürzung verwendet.